# Sky City
Sky City (cinese: 天空城市; pinyin: tiānkōng chéngshì), o Sky City One, è un grattacielo proposto e approvato per la costruzione nella città cinese di Changsha, costruito da Broad Sustainable Building.
La società di costruzioni annunciò che l'opera sarebbe cominciata nel gennaio del 2013 per essere costruita in soli 3 mesi per marzo dello stesso anno, utilizzando la tecnica del prefabbricato. 
Le autorità locali hanno preferito però metodi più tradizionali e i lavori sarebbero dovuti iniziare a giugno 2013 per essere conclusi in 7 mesi.
Nell'autunno del 2013 il progetto non ha fatto ulteriori passi avanti, ponendosi in una condizione di stallo.
Con i suoi 883 metri sarebbe il primo grattacielo più alto al mondo.